# Eckard Koltermann

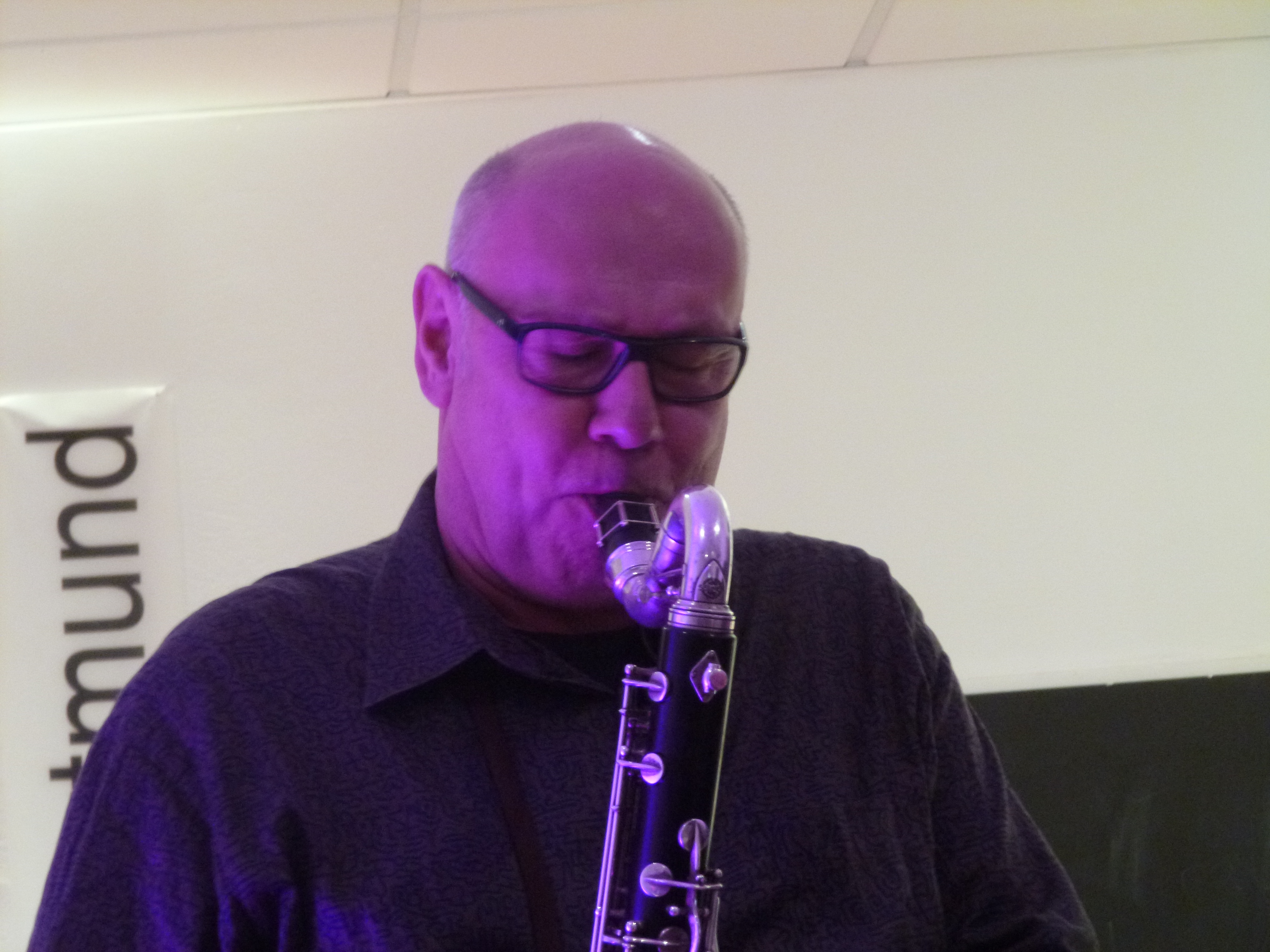
Eckard Koltermann im Literaturhaus Dortmund (2015)

Eckard Koltermann (* 14. November 1958 in Wanne-Eickel) ist ein deutscher Bassklarinettist, Saxophonist und Komponist.
Als Komponist ist er Autodidakt und wirkt im Grenzbereich zwischen zeitgenössischer Komposition und freier Improvisation.

## Wirken
Nach Studien der Musik-Ethnologie in Berlin und Bassklarinetten-Studien in Amsterdam bei Harry Sparnaay begann er Anfang der 1980er Jahre seine professionelle Musikerlaufbahn. Koltermann hat das Grubenklangorchester und das Klarinettenquartett Cl-4 mitbegründet. Von 1985 bis 2007 spielte er in Willem van Manens Contraband, der auch Theo Jörgensmann, sein langjähriger musikalischer Partner im German Clarinet Duo, angehörte. Mitte der 80er Jahre arbeitete Koltermann auch im Trio KoKoKo mit Klaus Koch und Franz Koglmann. Von 1988 bis 1999 war er musikalischer Leiter des Schloss Theater Moers. 2004 gründete er ein eigenes Quartett mit dem Pianisten Stevko Busch, dem Kontrabassisten Markus Conrads und Achim Krämer am Schlagzeug. Dieses tritt auch gemeinsam mit Paul van Kemenade und Wolter Wierbos auf.
Seine kompositorischen Werke umfassen Big-Band Stücke im modernen Jazzbereich, instrumentale Kammermusik, Literaturvertonungen, Theater- und Tanztheatermusik sowie drei Kammernopern und zwei experimentelle Musikfilme. Seine Leidenschaft gilt der Literaturvertonung. 2023 erhielt er in Essen den Jazz Pott.

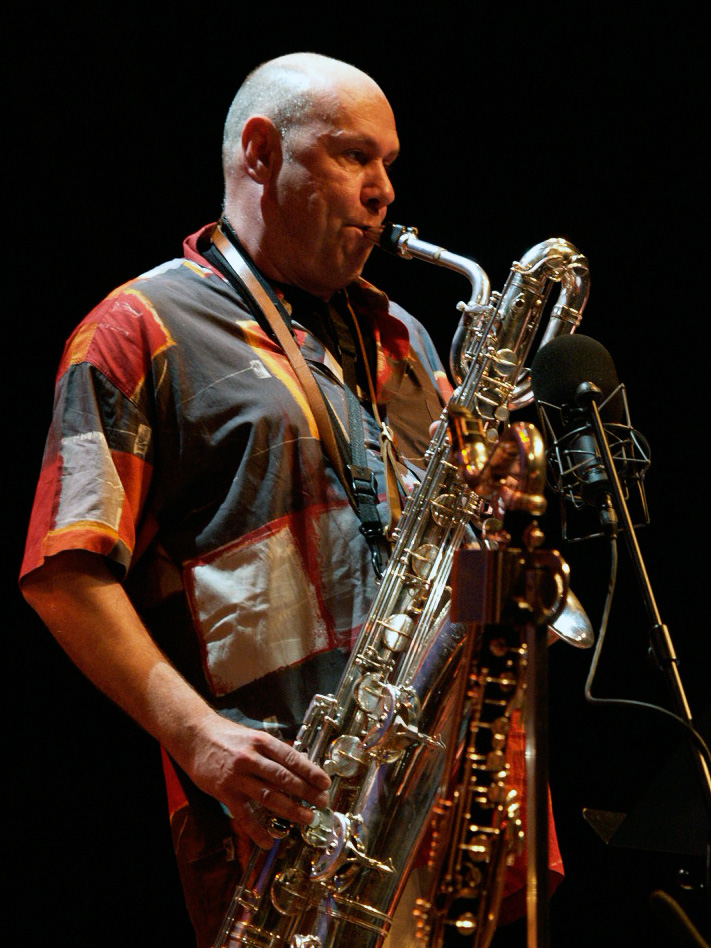
Eckard Koltermann, moers festival 2007

## Diskographie (Auswahl)
- (1985) Eckard Koltermann & Kollegas: Umtriebe
- (1986) Trio KoKoKo: Good Night
- (1990) Eckard Koltermann Collage 11: Achtung wir senden (kip records; mit Theo Jörgensmann, Helena Rüegg, Ingo Meier, Toon de Gouw, Willem van Manen, Ludger Schmidt, Simon Nabatov, Christoph Eidens, Achim Krämer, Hein Offermanns, Stefan Werni)
- (2000) WDR Big Band Jan Klare / Eckard Koltermann
- (2001) Theo Jörgensmann/Eckard Koltermann: Pagine Gialle
- (2006) Eckard Koltermann Quartett: Here Comes the Moon
- (2021) Bonus[2]